# Santokumes
Het Santokumes is een oorspronkelijk uit Japan afkomstig mes dat wordt gebruikt in de keuken. De naam betekent 'drie deugden' wat inhoudt dat het mes kan worden gebruikt voor verschillende taken (plakken snijden, blokjes maken en fijnsnijden) in de keuken.

## Vormgeving
Vergeleken met het Franse koksmes valt op dat de snede rechter verloopt. De snede is echter niet helemaal recht, maar loopt nog wel iets bol. Het lemmet heeft over nagenoeg de gehele lengte een breedte van ca. 5 cm, en loopt pas een paar cm van de punt schuin af van de rug naar de snede ('schaapsvoet'). Het handvat is net als bij een koksmes bovenaan het lemmet vastgemaakt, waardoor er op de snijplank onder het handvat nog plaats is voor de vingers van de kok. Het lemmet loopt van de rug naar de snede, net als een koksmes, dun uit. Het is echter dunner dan een koksmes en is vaak ook van een zeer harde staalsoort (60-63 graden Rockwellhardheid) gemaakt. Hierdoor kan de slijphoek dunner zijn. Soms, vooral in westerse varianten, zijn er aan de zijkanten van het lemmet kuiltjes uitgeslepen ('Kullenschliff') om gesneden groenten minder aan het lemmet te laten plakken. Het lemmet is meestal tussen 15 en 25 cm lang; 18 cm is een gebruikelijke maat. Een vingerbeschermer aan de achterkant van het lemmet (de zool) ontbreekt, anders dan bij de meeste koksmessen. Soms is het mes eenzijdig geslepen, waardoor het alleen geschikt is voor rechtshandigen dan wel linkshandigen. Het mes is meestal wat lichter dan een Frans koksmes van vergelijkbare grootte.

## Materiaal
Gehard, meestal roestvast staal. Dure messen worden soms met de damascener techniek uitgevoerd. Behalve in Japan, bij vele fabrikanten, zijn santoku's ook van alle grote westerse messenfabrikanten verkrijgbaar.

## Gebruik
Het mes wordt bij het handvat vastgehouden en met een beweging parallel aan de onderlaag van achter-boven naar voor-beneden bewogen om te snijden. Er moet op een snijplank van hout of plastic worden gesneden, anders wordt het mes snel bot. Het brede lemmet maakt het net als een chinees koksmes mogelijk het gesneden product op te scheppen met mes en hand om dit in de pan te gooien. Bij hakken kan het mes beschadigen of breken; het is hier niet voor bedoeld. Door de rechte snede kan er niet op de karakteristieke Franse manier met een wiegend mes worden gesneden, rollend over de convexe zijde van de snede dicht bij de punt. 